# Relaciones Vanuatu-Venezuela
Las relaciones Vanuatu-Venezuela se refieren a las relaciones internacionales que existen entre Vanuatu y Venezuela.

## Historia
Para 2021, Vanuatu era uno de los 9 países en el Pacífico con los Venezuela que mantenía relaciones diplomáticas.

## Misiones diplomáticas
- Venezuela cuenta con una embajada concurrente en Canberra, Australia.[2]